# Lerchea corymbosa
Lerchea corymbosa är en måreväxtart som beskrevs av Axelius. Lerchea corymbosa ingår i släktet Lerchea och familjen måreväxter. Inga underarter finns listade i Catalogue of Life.